# Tatjana Jefimienko
Tatjana Jefimienko (Татьяна Ефименко; ur. 2 stycznia 1981 w Biszkeku) – kirgiska lekkoatletka specjalizująca się w skoku wzwyż.
W 2000, 2004 i 2008 roku bez powodzenia startowała w igrzyskach olimpijskich. Pierwszy sukces na arenie międzynarodowej odniosła w 1998 zdobywając srebrny medal światowych igrzysk młodzieży oraz brązowy krążek mistrzostw świata juniorów. Uczestniczka mistrzostw świata oraz halowych mistrzostw świata. Złota i srebrna medalistka igrzysk azjatyckich. Podczas swojej kariery stawała także na podium mistrzostw Azji (także w hali).
Rekord życiowy: stadion – 1,97 (11 lipca 2003, Rzym); hala – 1,95 (2 lutego 2006, Sztokholm).

## Osiągnięcia
| Rok  | Impreza                     | Miejsce    | Lokata            | Wynik |
| ---- | --------------------------- | ---------- | ----------------- | ----- |
| 1998 | Światowe igrzyska młodzieży | Moskwa     | 2. miejsce        | 1,84  |
| 1998 | Mistrzostwa świata juniorów | Annecy     | 3. miejsce        | 1,84  |
| 1998 | Igrzyska azjatyckie         | Bangkok    | 4. miejsce        | 1,84  |
| 1999 | Mistrzostwa świata          | Sewilla    | eliminacje        | 1,80  |
| 2000 | Mistrzostwa Azji            | Dżakarta   | 3. miejsce        | 1,80  |
| 2000 | Igrzyska olimpijskie        | Sydney     | niesklasyfikowana | NM    |
| 2002 | Mistrzostwa Azji            | Kolombo    | 1. miejsce        | 1,92  |
| 2002 | Puchar świata               | Madryt     | 5. miejsce        | 1,91  |
| 2002 | Igrzyska azjatyckie         | Pusan      | 1. miejsce        | 1,90  |
| 2003 | Halowe mistrzostwa świata   | Birmingham | eliminacje        | 1,90  |
| 2004 | Igrzyska olimpijskie        | Ateny      | el. – 23. miejsce | 1,89  |
| 2005 | Mistrzostwa świata          | Helsinki   | niesklasyfikowana | NM    |
| 2005 | Mistrzostwa Azji            | Inczon     | 1. miejsce        | 1,92  |
| 2006 | Halowe mistrzostwa Azji     | Pattaya    | 2. miejsce        | 1,91  |
| 2006 | Halowe mistrzostwa świata   | Moskwa     | eliminacje        | 1,86  |
| 2006 | Igrzyska azjatyckie         | Doha       | 2. miejsce        | 1,91  |
| 2007 | Mistrzostwa Azji            | Amman      | 1. miejsce        | 1,94  |
| 2008 | Halowe mistrzostwa Azji     | Doha       | 1. miejsce        | 1,91  |
| 2008 | Halowe mistrzostwa świata   | Walencja   | eliminacje        | 1,81  |
| 2008 | Igrzyska olimpijskie        | Pekin      | niesklasyfikowana | NM    |
| 2009 | Mistrzostwa Azji            | Kanton     | 4. miejsce        | 1,87  |
| 2010 | Igrzyska azjatyckie         | Kanton     | 5. miejsce        | 1,87  |